# أوين هاينز
أوين هاينز (بالإنجليزية: Owen Hynes)‏ هو نقابي أيرلندي، ولد في 1875، وتوفي في فبراير 1970.